# Rue de la Verge-d'Or
La rue de la Verge-d'Or (en occitan : carrièra de la Verga d'Aur) est une voie de Toulouse, chef-lieu de la région Occitanie, dans le Midi de la France.

## Situation et accès

### Description
La rue de la Verge-d'Or est une voie publique. Elle se trouve au cœur du quartier Arnaud-Bernard.
Elle naît perpendiculairement à la rue des Trois-Piliers, à proximité immédiate de la place Arnaud-Bernard. Longue de 104 mètres, étroite de 3 à 6 mètres seulement, elle est orientée au nord. Elle est traversée par la rue Escoussières-Arnaud-Bernard, puis se termine en débouchant sur le boulevard d'Arcole.
La chaussée compte une seule voie de circulation automobile en sens unique, du boulevard d'Arcole vers la rue des Trois-Piliers. Elle appartient, entre le boulevard d'Arcole et la rue Escoussières-Arnaud-Bernard, à une zone de rencontre, où la vitesse est limitée à 20 km/h, et, entre la rue Escoussières-Arnaud-Bernard et la rue des Trois-Piliers, à une aire piétonne, où la circulation est réglementée et la vitesse limitée à 6 km/h. Il n'existe pas de bande ni de piste cyclable, quoiqu'elle soit à double-sens cyclable.

### Voies rencontrées
La rue de la Verge-d'Or rencontre les voies suivantes, dans l'ordre des numéros croissants (« g » indique que la rue se situe à gauche, « d » à droite) :
1. Place Arnaud-Bernard (g)
2. Rue des Trois-Piliers (d)
3. Rue Escoussières-Arnaud-Bernard
4. Boulevard d'Arcole

### Transports
La rue de la Verge-d'Or n'est pas directement desservie par les transports en commun Tisséo. Elle se trouve cependant à proximité du boulevard d'Arcole, parcouru par les lignes de Linéo L1L14 et de bus 294570. La station de métro la plus proche est la station Compans-Caffarelli, sur la ligne . 
Il se trouve une station de vélos en libre-service VélôToulouse à proximité, dans la rue Adolphe-Félix-Gatien-Arnoult : la station no 55 (2 rue Gatien-Arnoult).

## Odonymie
La rue de la Verge-d'Or porte ce nom depuis le XVe siècle : elle est désignée en latin médiéval comme la carraria Virgam auri et en occitan médiéval comme la carriera de la Verga ou de la Berga d'aur. L'origine n'en est pas tout à fait claire : peut-être s'agissait-il d'une auberge dont l'enseigne représentait une baguette ou une verge dorée, mais aucun document ne permet de le confirmer. La rue n'a jamais changé d'appellation, sinon en 1794, pendant la Révolution française, lorsqu'on lui attribua le nom de rue l'Expérience, sans qu'il soit conservé.
L'homophonie comique du nom de la rue de la Verge-d'Or – comme pour le chemin de la Levrette ou le chemin de Lanusse – explique que la plaque de rue soit régulièrement volée,. Il a parfois été proposé d'y voir une référence religieuse : le nom de la rue serait le souvenir d'une statuette dorée de la Vierge Marie, mère de Jésus. Cette explication se heurte toutefois aux preuves les plus anciennes, car virga, en latin, et verga, en occitan, désignent bien une verge, une baguette ou un bâton souple, tandis que virgo, en latin, et verge, en occitan, désignent une vierge.